# Клотти, Джошуа
Джошуа Клотти (англ. Joshua Clottey; 16 марта 1977, Гана) — ганский боксёр-профессионал, выступающий в полусредней и первой средней весовых категориях. Чемпион мира по версии IBF в полусреднем весе (2008).

## Профессиональная карьера
Клотти дебютировал на профессиональном ринге в марте 1995 года в полусредней весовой категории.
В декабре 1995 года завоевал титул чемпиона Ганы в полусредней весовой категории.
29 ноября 1999 года Клотти встретился с аргентинцем, Карлосом Мануэлем Балдомиром. Клотти побеждал в поединке, но в финальных раундах стал часто нарушать правила. В 11-м раунде Клотти ударил Балдомира головой, вследствие чего был дисквалифицирован, и потерпел первое поражение на профессиональном ринге.
Продолжил побеждать своих соперников провёл более 10 победных поединков, и в 2006 году в бою за чемпионский титул по версии WBO, проиграл по очкам мексиканцу, Антонио Маргарито.
7 апреля 2007 года победил по очкам американца, Диего Корралеса.
В декабре 2007 года в претендентском бою по версии IBF победил по очкам американца Шамоуна Альвареса.

### Бой с Забом Джудой
В августе 2008 состоялся бой за вакантный титул IBF в полусреднем весе между бывшим абсолютным чемпионом Забом Джудой и Джошуа Клотти. В бою Джуда получил рассечение над правым глазом. В середине 9-го раунда после очередного столкновение головами рефери приостановил бой и направил Джуду к врачу. Доктор осмотрел повреждение боксёра и рекомендовал остановить бой. Победитель определялся подсчётом очков по итогам девяти раундов. Единогласным техническим решением победу отдали Клотти.

### Бой с Мигелем Котто
В конце 1-го раунда Котто удалось отправить Клотти на пол точным джэбом, но в 3-м раунде после неумышленного столкновения головами Мигель заработал серьёзное рассечение над левым глазом. В 5-м раунде Клотти смог нанести несколько хороших попаданий правой, и в то же время заработал травму левого колена после толчка Котто. В 6-м раунде Котто запер Клотти у канатов, однако Клотти не только смог удачно отработать в защите в этих эпизодах, но в последующих раундах из-за того, что противник плохо видел удары справа, лучше выглядел во многих эпизодах. Концовка боя проходила в очень равной и упорной борьбе. После окончания боя раздельным решением судей победу присудили Котто.

### Бой с Мэнни Пакьяо
Учтя опыт предыдущих соперников Пакьяо, Джошуа Клотти выбрал на бой оборонительную тактику. Когда в первом раунде левый боковой Пакьяо пробил защиту и пошатнул африканца, казалось, что того ожидает участь Рикки Хаттона, однако далее Клотти действовал очень грамотно, заставляя азиата бить в блок. В четвёртом раунде Мэнни Пакьяо использовал новинку — удар с двух рук одновременно, но желаемого эффекта этот прием не достиг — бой затягивался и проходил явно не по сценарию фаворита. После девятого раунда рисунок боя изменился — Клотти начал раскрываться и контратаковать — запомнилась серия из трех апперкотов подряд, которые Пакьяо вынес с потрясающей легкостью. Филиппинец, наконец, начал попадать, но и пропускать стал больше. Перед стартом заключительного 12-го раунда боксеры обнялись и ринулись в бой. В этом раунде они, наконец, столкнулись головами (коронка спойлера Клотти) и продолжили выяснение отношений. На последних секундах Пакьяо бросился в атаку и встретил гонг, зажав Клотти у канатов. Тот выстоял и даже выглядел менее побитым (у Мэнни под правым глазом наметилась внушительная гематома). Тем не менее, судьи стратегии Клотти не оценили и единогласно отдали победу Пакьяо с разгромным счетом.
```
Бой
с Энтони Мандайном
```

Бой закончился победой Клотти единогласным решением судей

## Список поединков
В таблице перечислены результаты всех поединков боксёров.
В каждой строке указан результат поединка. Дополнительно номер поединка обозначен цветом, который обозначает итог поединка. Расшифровка обозначений и цветов представлена в нижеследующей таблице.
| Пример | Расшифровка                     |
| ------ | ------------------------------- |
|        | Победа                          |
|        | Ничья                           |
|        | Поражение                       |
|        | Планируемый поединок            |
|        | Поединок признан несостоявшимся |
| КО     | Нокаут                          |
| ТКО    | Технический нокаут              |
| PTS    | Решение судей (по очкам)        |
| UD     | Единогласное решение судей      |
| MD     | Решение большинства судей       |
| SD     | Раздельное решение судей        |
| RTD    | Отказ от продолжения боя        |
| DQ     | Дисквалификация                 |
| NC     | Поединок признан несостоявшимся |

| Результат | Соперник          | Показатели соперника | Тип | Раунд, Время | Дата             | Место боя             | Комментарии |
| --------- | ----------------- | -------------------- | --- | ------------ | ---------------- | --------------------- | --- |
| 38-4      | Энтони Мандайн    | 46-5                 | UD  | 12           | 9 апреля 2014    | Ньюкасл (Австралия)   | 116-108, 115-109, 117-108. Мандайн в нокдауне 5 раз за бой.                                                                        |
| 37-4      | Дашон Джонсон     | 14-12-1              | UD  | 10           | 14 сентября 2013 | Хантингтон (Нью-Йорк) | 100-89, 100-89, 99-90. Джонсон оштрафован на 2 очка за толчок соперника на помост. Дебют Клотти в среднем весе.                    |
| 36-4      | Кэлвин Грин       | 21-6-1               | TKO | 2 (8), 1:56  | 19 ноября 2011   | Хьюстон               | |
| 35-4      | Мэнни Пакьяо      | 50-3-2               | UD  | 12           | 13 марта 2010    | Арлингтон (Техас)     | 109-119, 109-119, 108-120. Бой за титул WBO в полусреднем весе.                                                                    |
| 35-3      | Мигель Котто      | 33-1                 | SD  | 12           | 13 июня 2009     | Нью-Йорк              | 111-116, 112-115, 114-113. Бой за титул WBO в полусреднем весе. Клотти в нокдауне в 1 раунде. Котто получил рассечение в 3 раунде. |
| 35-2      | Заб Джуда         | 36-5                 | TD  | 9 (12), 1:12 | 2 августа 2008   | Хьюстон               | 87-84, 86-85, 86-85. Выиграл вакантный титул IBF в полусреднем весе (первый титул чемпиона мира в карьере Клотти).                 |
| 34-2      | Хосе Луис Крус    | 36-3-2               | TKO | 5 (10), 2:48 | 3 апреля 2008    | Нью-Йорк              | |
| 33-2      | Шамоун Альварес   | 19-0                 | UD  | 12           | 20 декабря 2007  | Лас-Вегас             | 118-110, 116-112, 115-113. Отборочный бой IBF.                                                                                     |
| 32-2      | Феликс Флорес     | 22-5                 | UD  | 10           | 9 августа 2007   | Лас-Вегас             | 97-93, 99-91, 100-90. |
| 31-2      | Диего Корралес    | 40-4                 | UD  | 10           | 7 апреля 2007    | Спрингфилд (Миссури)  | 100-87, 98-89, 97-90. Корралес в нокдаунах в 9 и 10 раундах, оштрафован за выплёвывание капы.                                      |
| 30-2      | Антонио Маргарито | 33-4                 | UD  | 12           | 20 декабря 2006  | Атлантик-Сити         | 112-116, 112-116, 109-118. Бой за титул WBO в полусреднем весе.                                                                    |